# 塞萨洛尼基电影博物馆

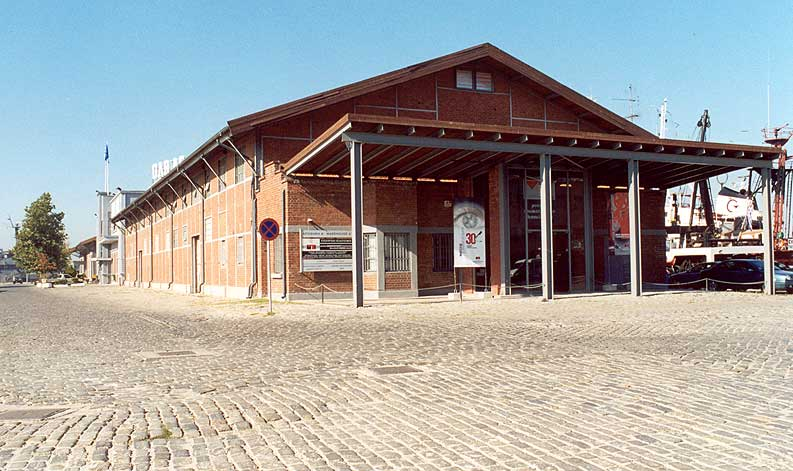

40°37′58″N 22°56′08″E / 40.6329°N 22.9355°E
塞萨洛尼基电影博物馆（英語：Cinema Museum of Thessaloniki）是希腊中马其顿塞萨洛尼基的一个博物馆。它由“塞萨洛尼基，1997欧洲文化之都”成立于1995年，今天是塞萨洛尼基电影节的组成部分。它坐落在1号码头的1号仓库，靠近亚里士多德广场。
展品包括各种电影器材，镜头，胶片，电影院海报，音乐，档案等。游客和研究人员可以找到有关的电影信息。

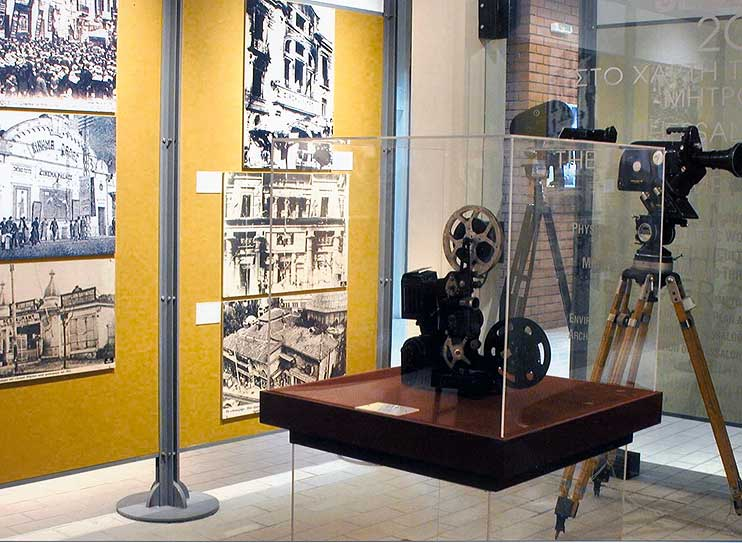
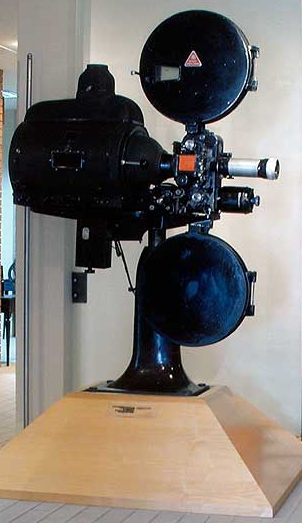
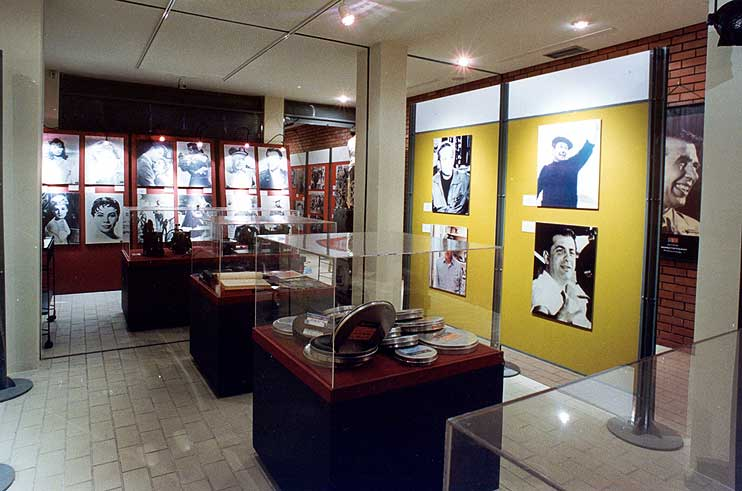
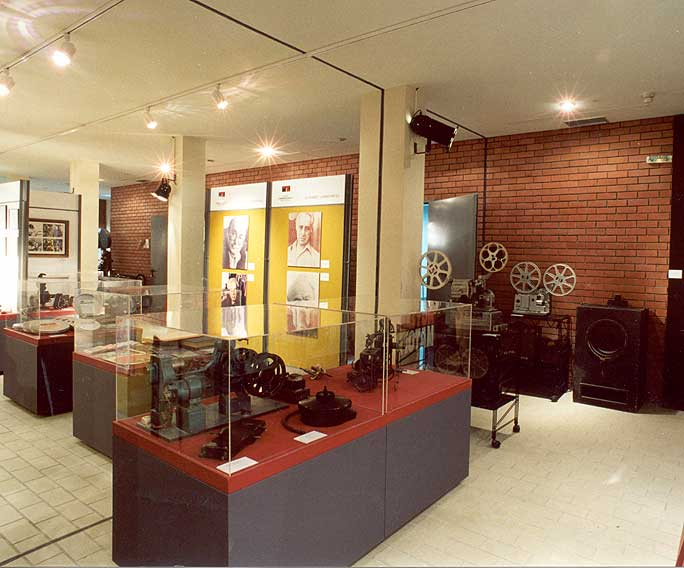

该博物馆提供旅行导览。

## 外部連結
- 官方网站
- Museums of Macedonia （页面存档备份，存于） web site